# Un chapeau de paille d'Italie
Un chapeau de paille d'Italie is een Franse filmkomedie uit 1928 onder regie van René Clair. Het scenario is gebaseerd op het gelijknamige toneelstuk van de Franse auteur Eugène Labiche.

## Verhaal
Op de bruiloftsdag van Fadinard eet zijn paard de strooien hoed op van een dame, terwijl die zich in het struikgewas verschuilt met haar minnaar luitenant Tavernier. Zij is getrouwd en kan dus zonder hoed niet naar huis terugkeren zonder de argwaan van haar echtgenoot te wekken. Luitenant Tavernier beveelt Fadinard daarom de zeldzame Italiaanse strohoed te vervangen. Fadinard tracht vervolgens de hoed te vinden zonder het schema van zijn bruiloft overhoop te gooien.

## Rolverdeling
| Acteur            | Personage             |
| ----------------- | --------------------- |
| Albert Préjean    | Fadinard              |
| Maryse Maia       | Hélène                |
| Yvonneck          | Nonancourt            |
| Olga Tschechowa   | Anaïs de Beauperthuis |
| Geymond Vital     | Tavernier             |
| Paul Oliver       | Oom Vésinet           |
| Jim Gérald        | De Beauperthuis       |
| Louis Pré Fils    | Neef Bobin            |
| Alice Tissot      | Nicht                 |
| Alex Allin        | Félix                 |
| Valentine Tessier | Klant                 |